# Denfert-Rochereau (métro de Paris)
Ne doit pas être confondu avec Gare de Denfert-Rochereau.
Denfert-Rochereau est une station des lignes 4 et 6 du métro de Paris, située dans le 14e arrondissement de Paris.

## Situation
La station est implantée sous la place Denfert-Rochereau, les quais étant établis :
- sur la ligne 4, en courbe et approximativement orientée nord-sud, selon l'axe de l'avenue du Général-Leclerc (entre les stations Raspail et Mouton-Duvernet) ;
- sur la ligne 6, également en courbe partiellement sous la ligne 4 et orientée nord-ouest/sud-est, selon l'axe du boulevard Raspail d'une part et du boulevard Saint-Jacques d'autre part (entre Raspail et Saint-Jacques, précédant une section aérienne en direction de Nation).

## Histoire
La station est ouverte le 24 avril 1906 avec la mise en service du tronçon entre Passy et Place d'Italie de la ligne 2 Sud. Le 17 octobre 1907, la ligne 2 Sud est absorbée par la ligne 5, qui relie alors Étoile (aujourd'hui Charles de Gaulle - Étoile) à Lancry (actuelle Jacques Bonsergent). Le 30 octobre 1909, la station de la ligne 4 est ouverte à son tour avec l'inauguration de sa section sud entre Raspail et Porte d'Orléans. Du 17 mai au 6 décembre 1931, le tronçon entre Place d'Italie et Étoile de la ligne 5 est intégré temporairement à la ligne 6, laquelle relie alors Étoile à Nation. La section absorbée lui est définitivement cédée le 6 octobre 1942.
Comme l'essentiel des stations de la ligne 4 entre octobre 1966 et octobre 1967, ses quais sont allongés à 90 mètres afin d'accueillir des trains de six voitures à roulement pneumatique, pour faire face aux importantes surcharges chroniques. En parallèle, ils sont revêtus d'un carrossage métallique avec montants horizontaux bleus et cadres publicitaires blancs éclairés, complété de sièges de style « Motte » bleus. Le point d'arrêt de la ligne 6 est quant à lui modernisé en style « Andreu-Motte », comme un tiers des stations du réseau entre 1974 et 1984, en l'occurrence de couleur orange.
Elle doit sa dénomination à son implantation sous la place Denfert-Rochereau, au débouché de l'avenue du même nom, toutes deux rendant hommage à Aristide Denfert-Rochereau (1823-1878), colonel français, qui défendit victorieusement la ville de Belfort contre les Prussiens en 1870 et 1871. La station de la ligne 4 porte comme sous-titre Colonel Rol-Tanguy depuis 2004, date à laquelle la partie centrale de la place Denfert-Rochereau située au droit des pavillons de l'ancienne barrière d'Enfer, dus à l'architecte Claude-Nicolas Ledoux, a reçu le nom d'avenue du Colonel-Henri-Rol-Tanguy à l'occasion du soixantième anniversaire de la libération de Paris. Comme les quais du RER B, la station de la ligne 6 porte le même sous-titre depuis août 2019, à l'occasion du 75e anniversaire de cet évènement, mettant ainsi en cohérence tous les points d'arrêts ferroviaires en correspondance.
En 2019, 3 911 586 voyageurs sont entrés à cette station ce qui la place à la 121e position des stations de métro pour sa fréquentation.
En 2020, avec la crise du Covid-19, 1 818 730 voyageurs sont entrés dans cette station, ce qui la place à la 133e position des stations de métro pour sa fréquentation.
En 2021, la fréquentation remonte progressivement, avec 2 543 959 voyageurs qui sont entrés dans cette station ce qui la place à la 133e position des stations de métro pour sa fréquentation.

## Services aux voyageurs

### Accès
La station dispose de trois accès répartis en quatre bouches de métro, toutes constituées d'escaliers fixes :
- l'accès 1 « place Denfert-Rochereau - Les Catacombes de Paris », orné d'un édicule Guimard inscrit au titre des monuments historiques par l'arrêté du 12 février 2016, débouchant au droit du no 2 de l'avenue du Colonel-Henri-Rol-Tanguy ;
- l'accès 2 « rue Daguerre » consistant en deux entrées établies dos-à-dos sur le trottoir pair de l'avenue du Général-Leclerc, dont la plus au sud, agrémentée d'un mât avec un « M » jaune inscrit dans un cercle, se trouve face au no 4 de l'avenue tandis que l'autre se situe au droit du no 2 ;
- l'accès 3 « avenue du Général-Leclerc », également dotée d'un totem « M » jaune, débouchant face au no 1 de l'avenue.

En outre, la station a possédé par le passé un quatrième accès, dorénavant condamné, au droit du no 11 de la place Denfert-Rochereau.

Accès à la station
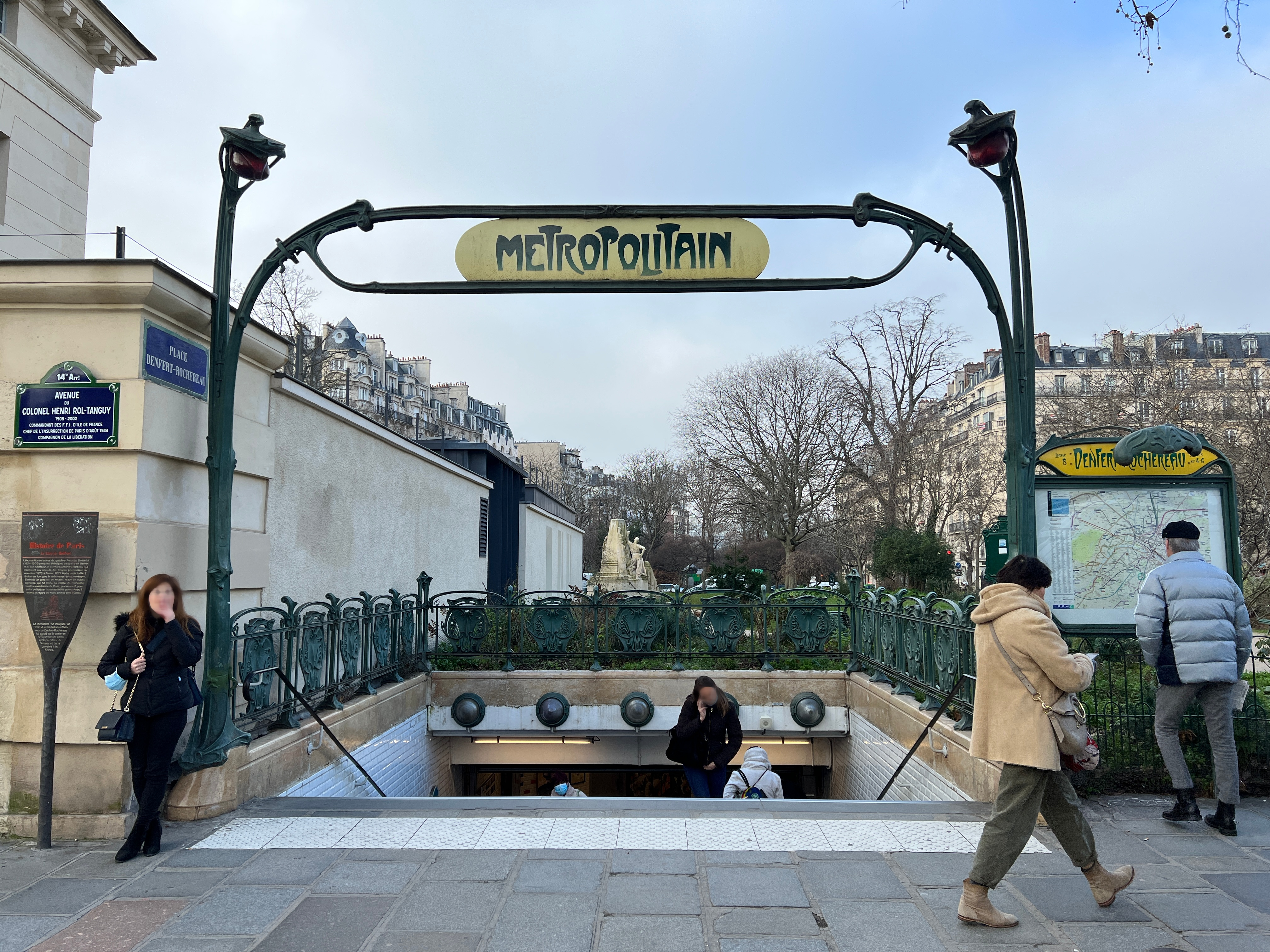
L'accès no 1, « Place Denfert-Rochereau ».
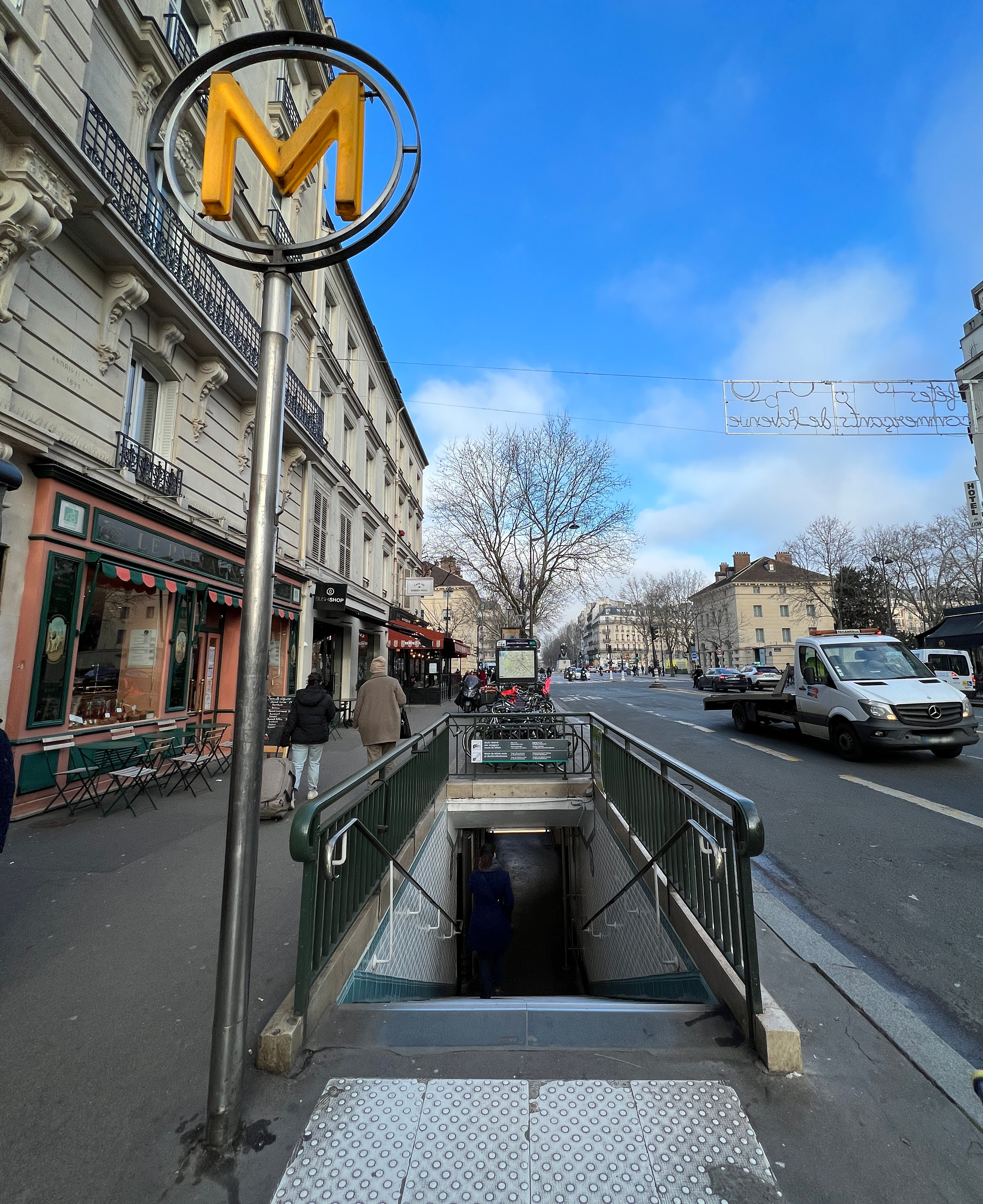
Un des deux accès no 2, « Rue Daguerre ».
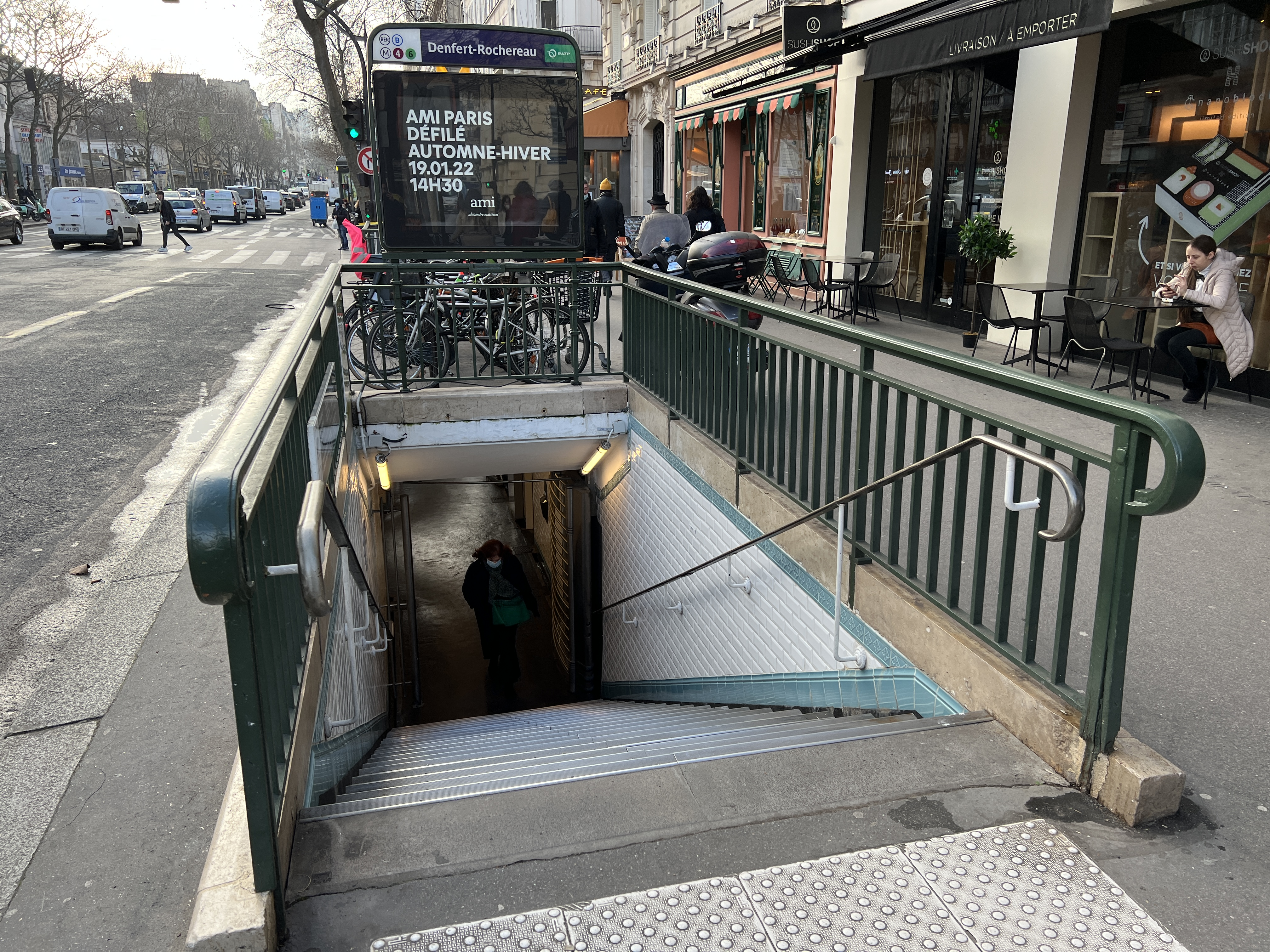
Un des deux accès no 2, « Rue Daguerre ».
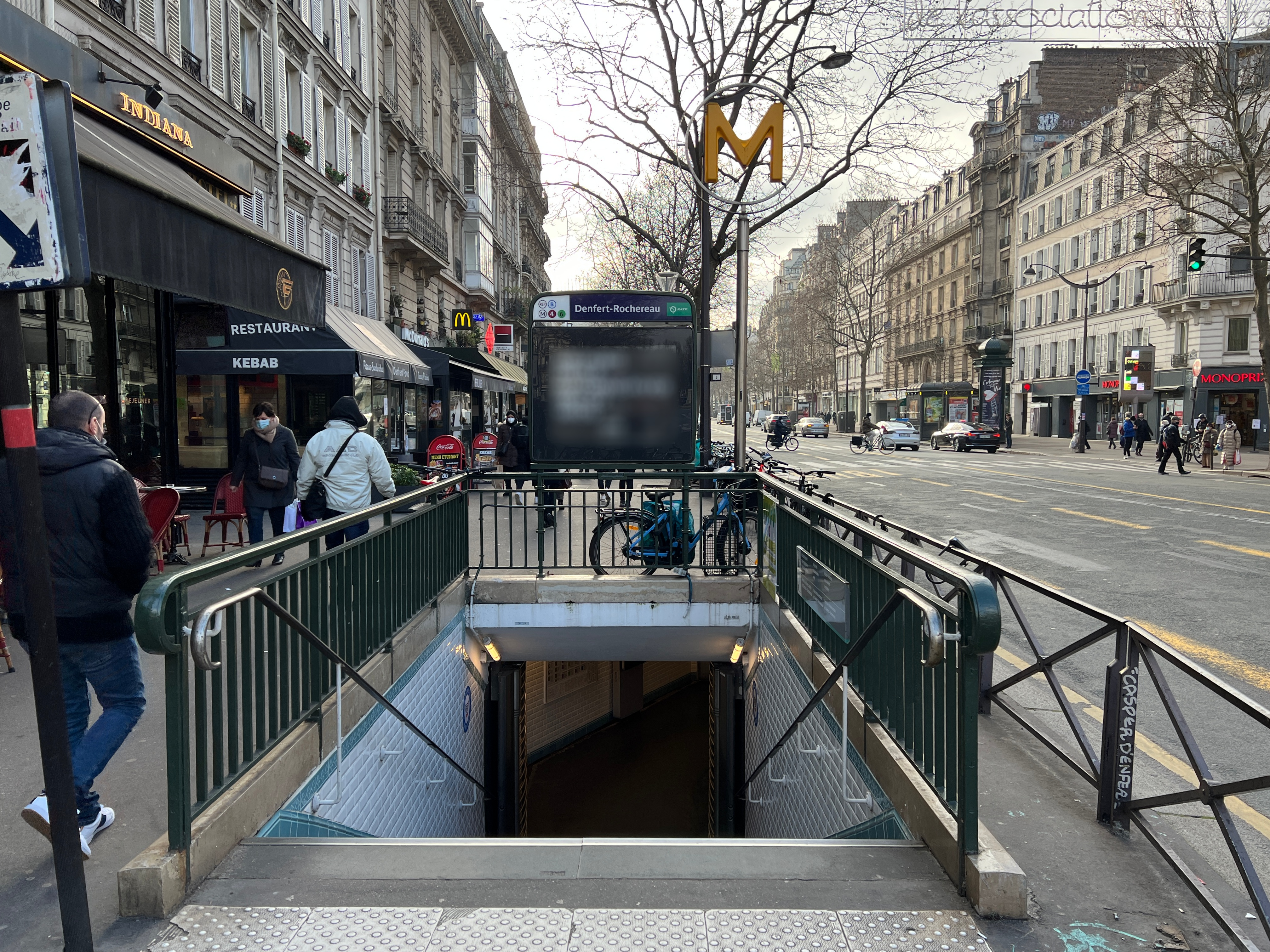
L'accès no 3, « Avenue du Général-Leclerc ».
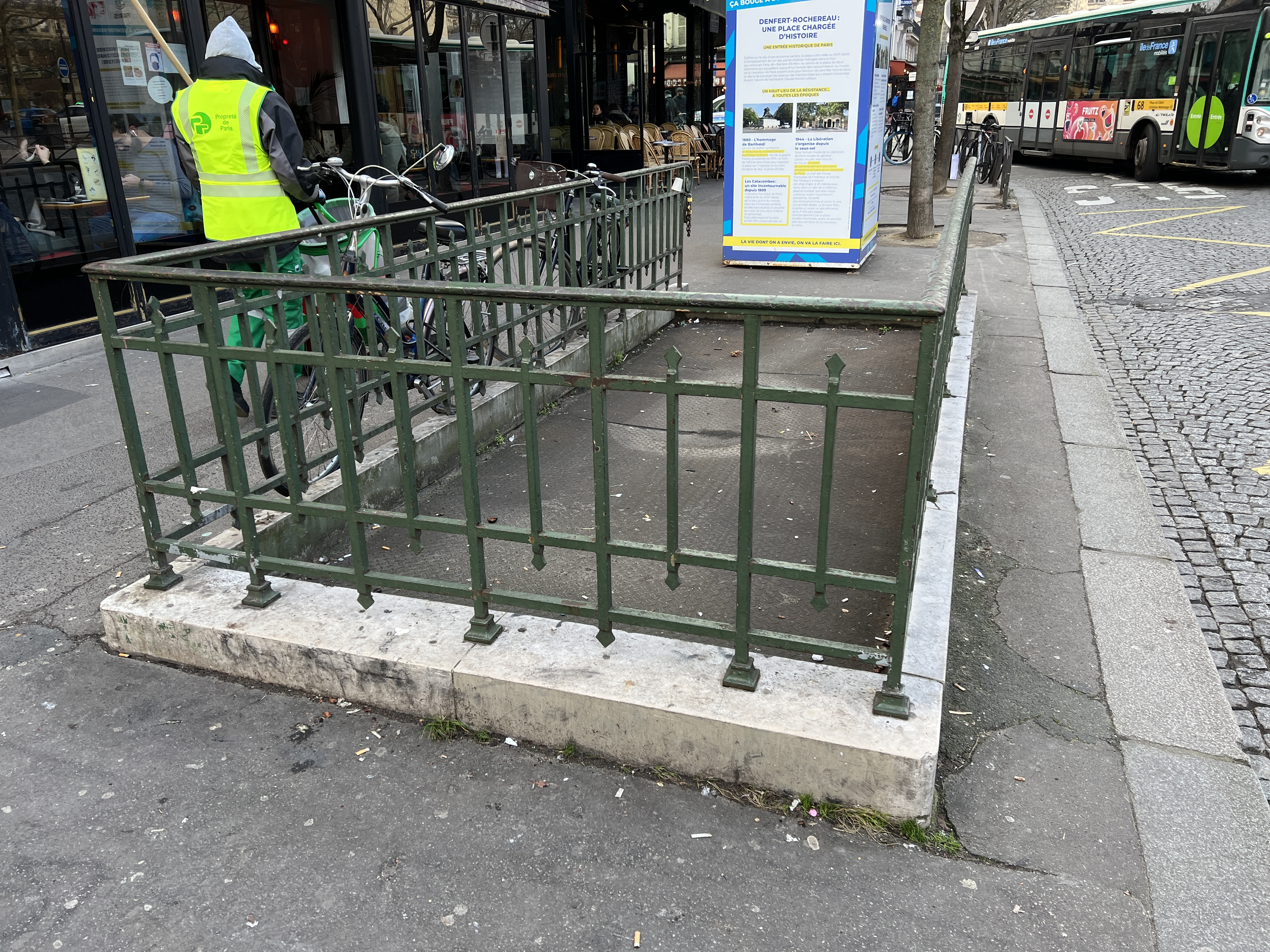
L'accès condamné.

### Quais

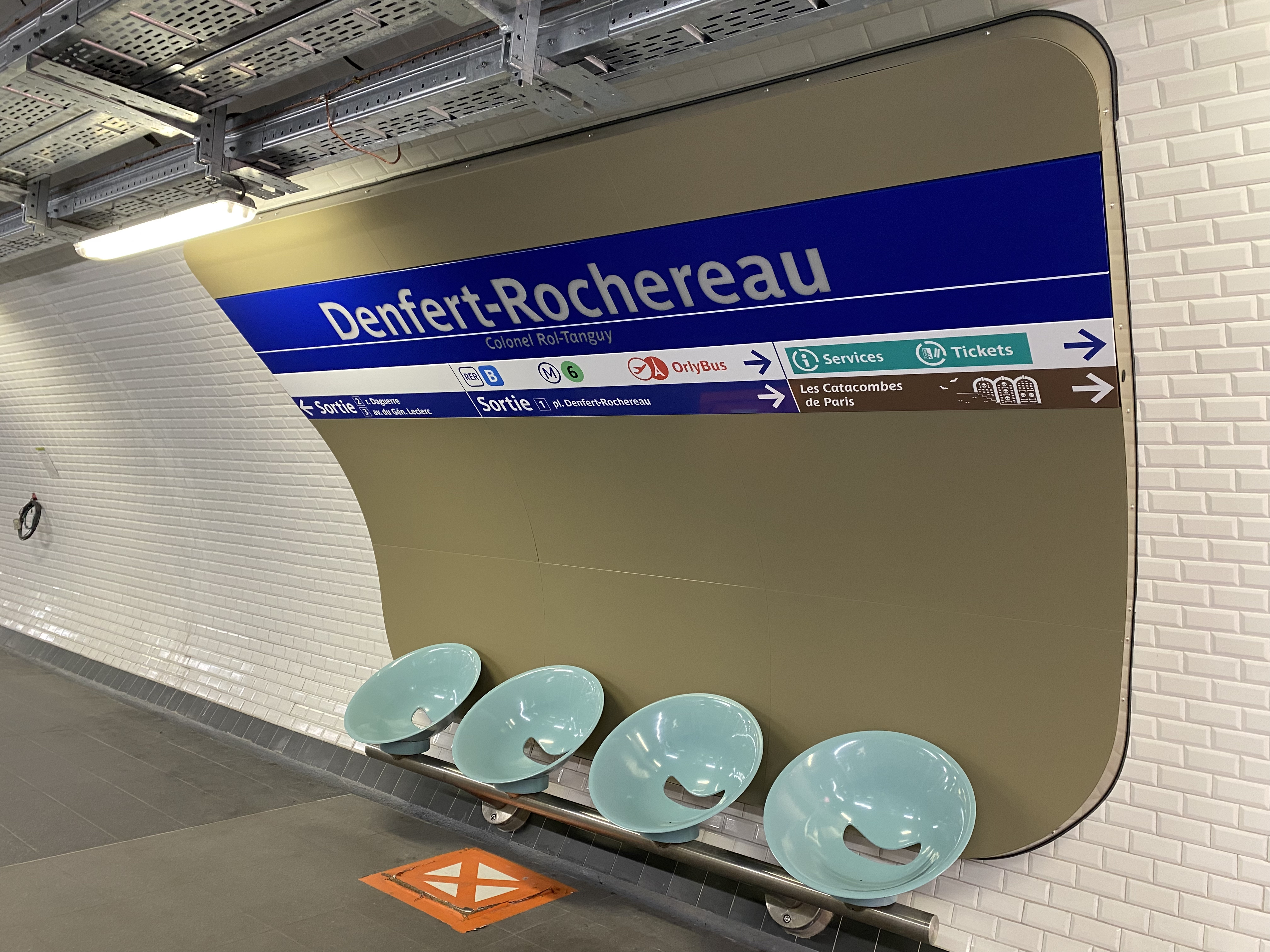
Plaque émaillée portant le nom de la station de métro sur la ligne 4.

Les quais des deux lignes, établis en courbe, sont de configuration standard : au nombre de deux par point d'arrêt, ils sont séparés par les voies du métro et la voûte est elliptique.
Les quais de la ligne 6 sont aménagés dans le style « Andreu-Motte » avec deux rampes lumineuses orange, des banquettes, tympans et débouchés des couloirs en carrelage marron plat et des sièges « Motte » orange. Il s'agit donc d'une des rares stations à présenter encore le style « Andreu-Motte » dans son intégralité, jusqu'en 2020, date à laquelle les banquettes sont supprimées. Cet aménagement est marié avec les carreaux en céramique blancs biseautés, lesquels recouvrent les piédroits et la voûte. Les cadres publicitaires sont métalliques et le nom de la station est inscrit en lettres capitales sur plaques émaillées.
Dans le cadre de l'automatisation de la ligne 4, sa station est en cours de rénovation depuis 2016, entraînant la dépose de son carrossage. Ses quais ont été rehaussés afin de recevoir des portes palières, lesquelles ont été installées entre octobre et novembre 2020.

### Intermodalité
La station est desservie par les lignes 38, 59, 64, 68, 88 et 216 du réseau de bus RATP et, la nuit, par les lignes N14, N21, N122 et N123 du réseau Noctilien.
La station est également en correspondance avec la ligne B du RER à la gare de Denfert-Rochereau. Cette gare, ouverte en 1846, était initialement le terminus nord de la ligne de Sceaux.

## À proximité
La place Denfert-Rochereau est plantée d'arbres et ornée de trois jardins.
Au centre de la place se trouve une réplique au tiers du Lion de Belfort, sculpture monumentale symbolisant la résistance du colonel Denfert-Rochereau.
L’entrée des catacombes de Paris est située, côté impair, de l'avenue du Colonel-Henri-Rol-Tanguy, en face du bâtiment de la direction de la voirie et des déplacements de la mairie de Paris, situé lui côté pair. Ces deux bâtiments, classés monuments historiques, aux nos 3 et 4 sont les pavillons de l'ancienne barrière d'Enfer, dus à l'architecte Claude-Nicolas Ledoux. Cette dernière partie de la place avait englobé la place de la Barrière-d'Enfer, une partie des boulevards d'Enfer et Saint-Jacques et une partie des boulevards de Montrouge et d’Arcueil.

## Culture
Les curieux dessins des craquelures des parois couvertes de carreaux blancs de faïence de la station de métro Denfert-Rochereau sont à l'origine de l'inspiration de la série de la période Denfert (1951-1958) du peintre et plasticien hongrois (et plus tard naturalisé français) Victor Vasarely. Celui-ci transite alors souvent par la station, étant à l'époque installé dans un appartement-atelier à Arcueil, sur la ligne de Sceaux.

## Galerie de photographies

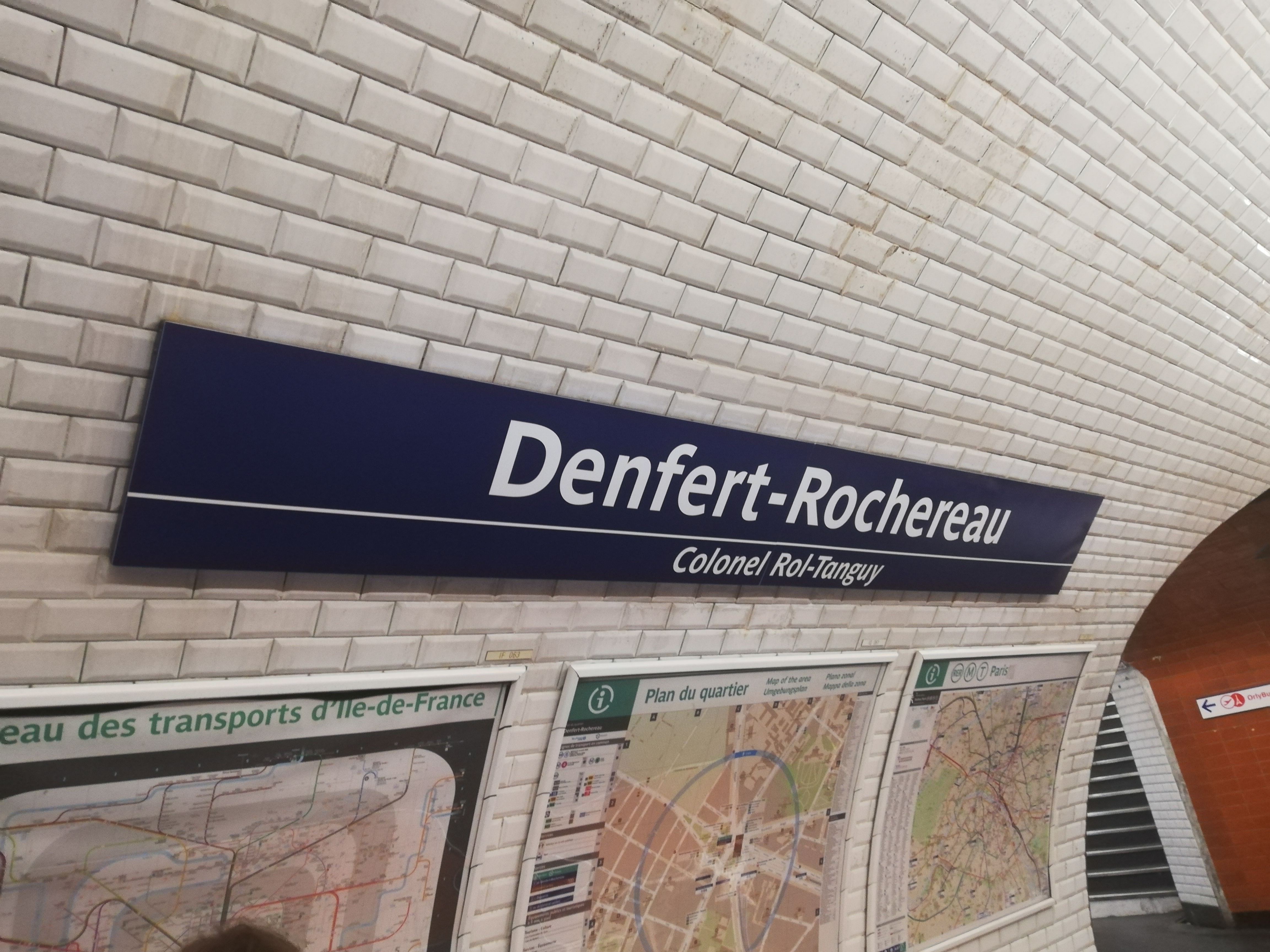
Une des plaques de la station (ligne 6).
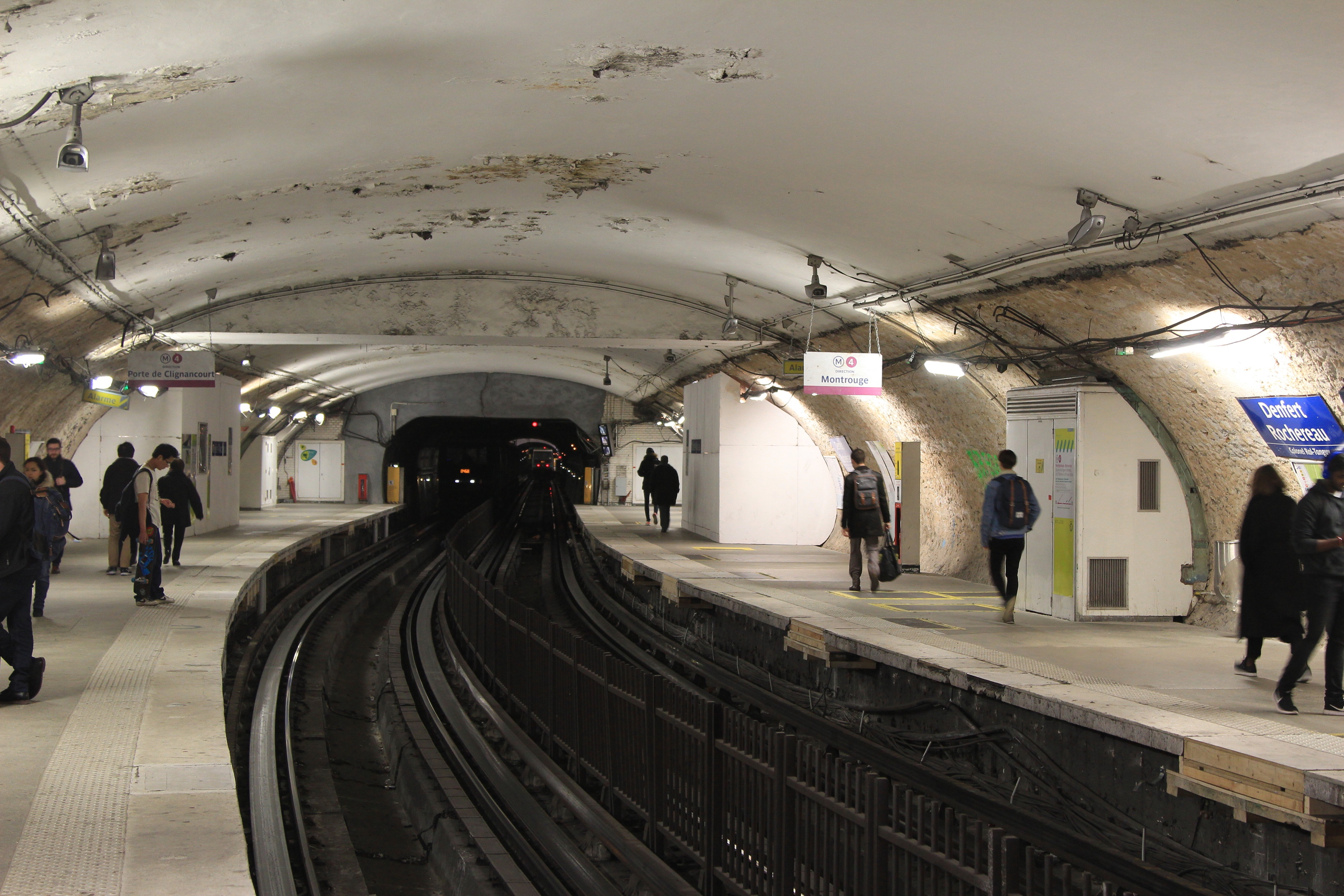
Les quais en travaux de la ligne 4.
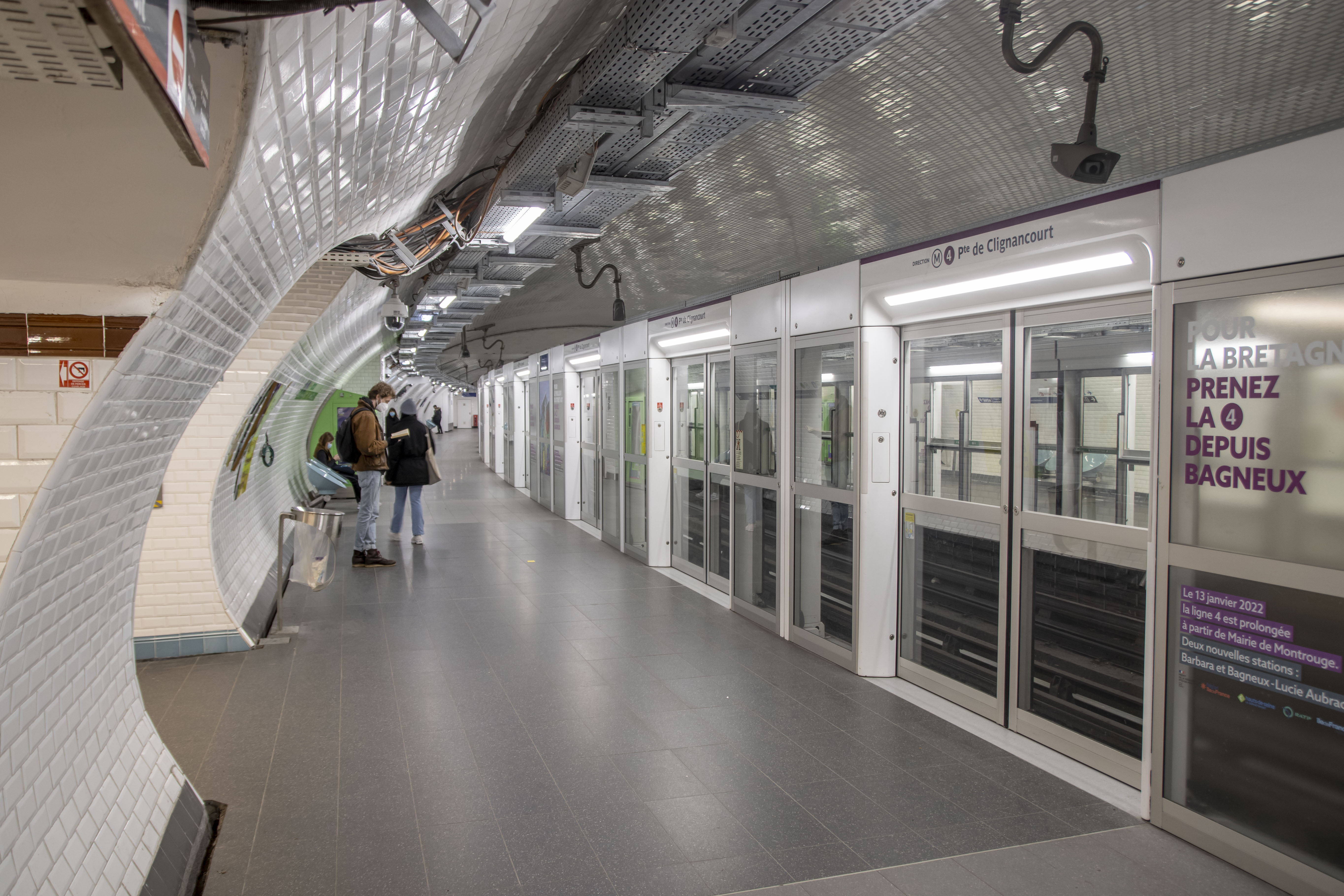
La station de la ligne 4 à la suite de l'installation des portes palières.
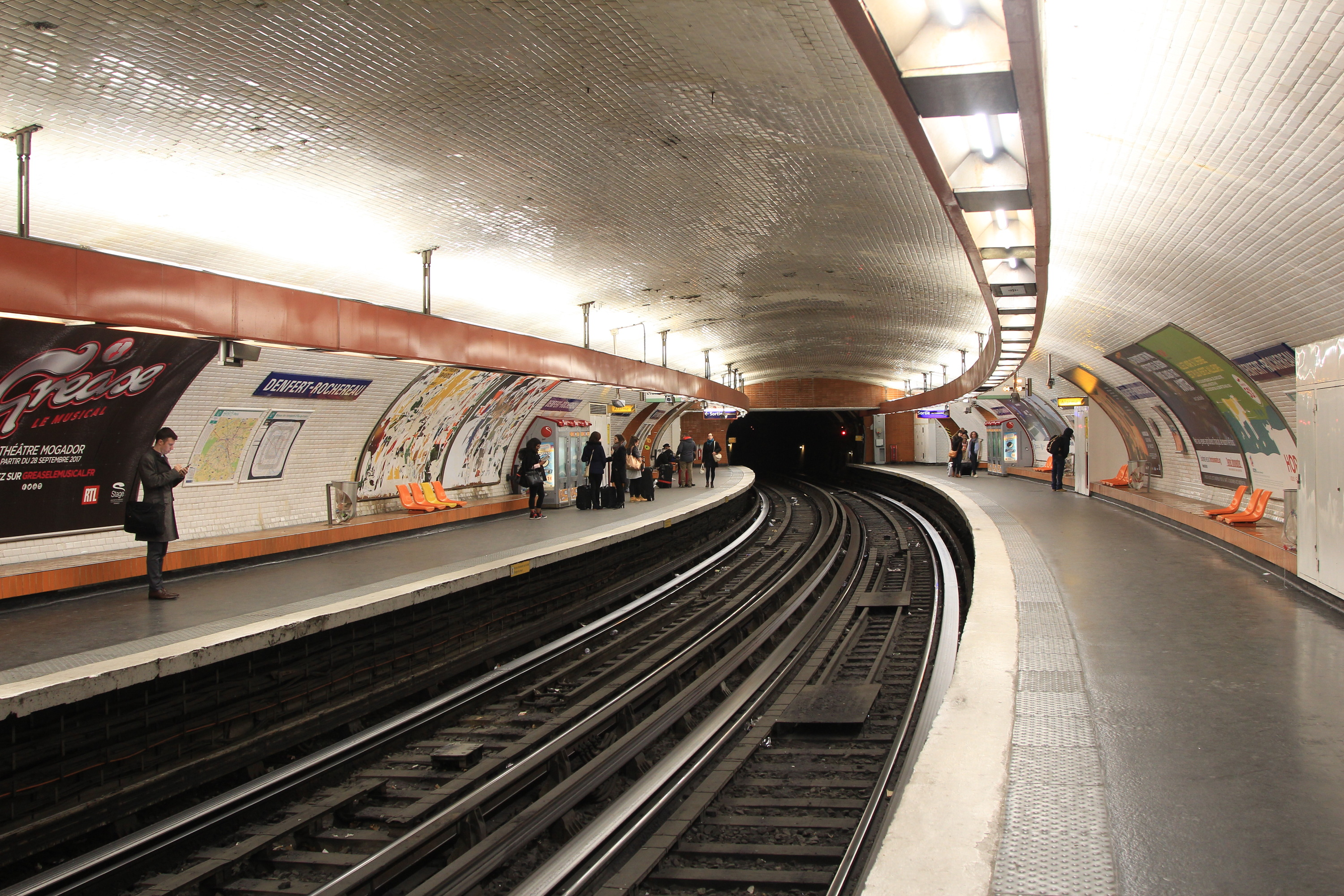
Les quais de la ligne 6.
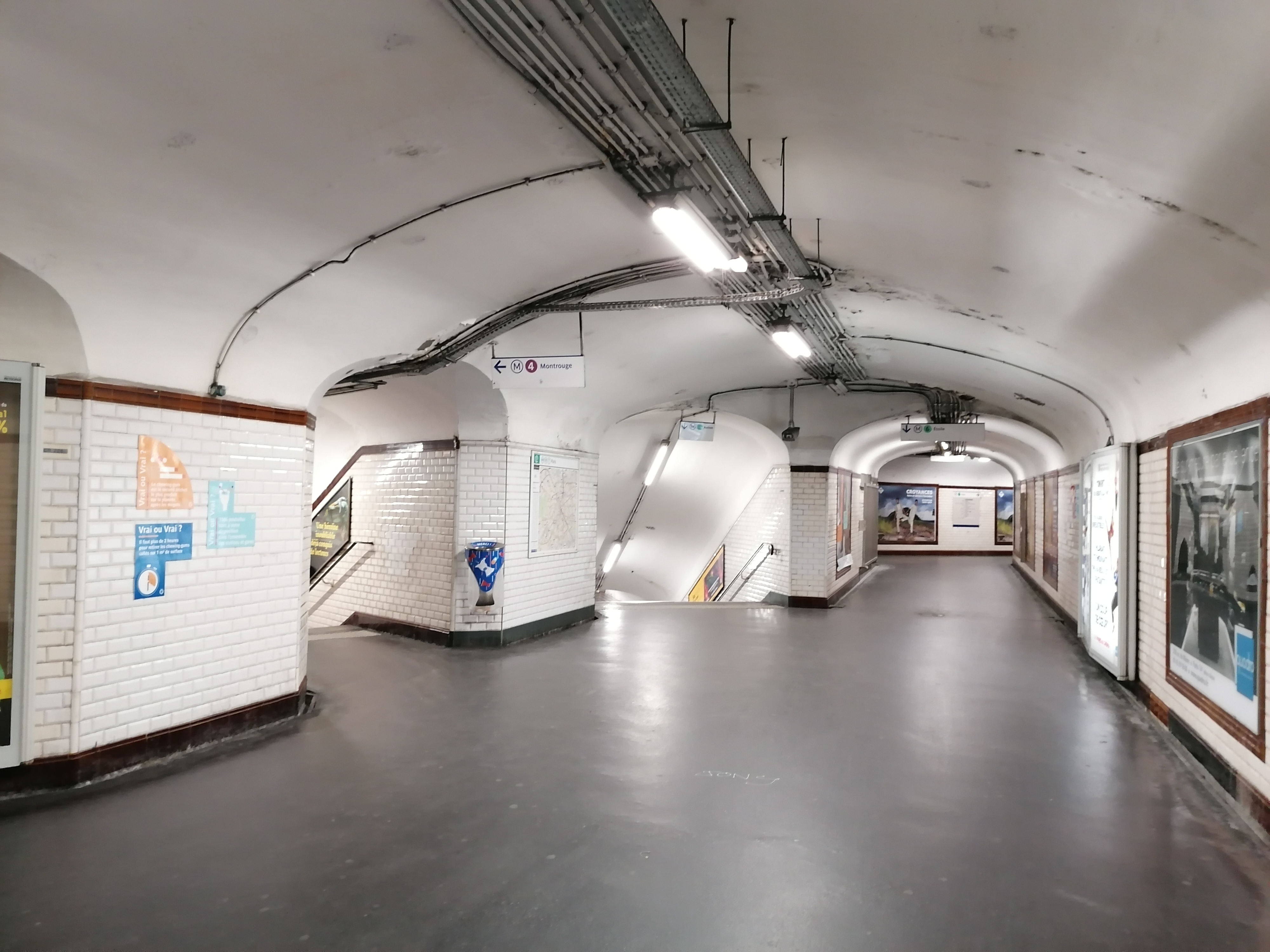
Couloirs.